# 圖伊薩爾坎

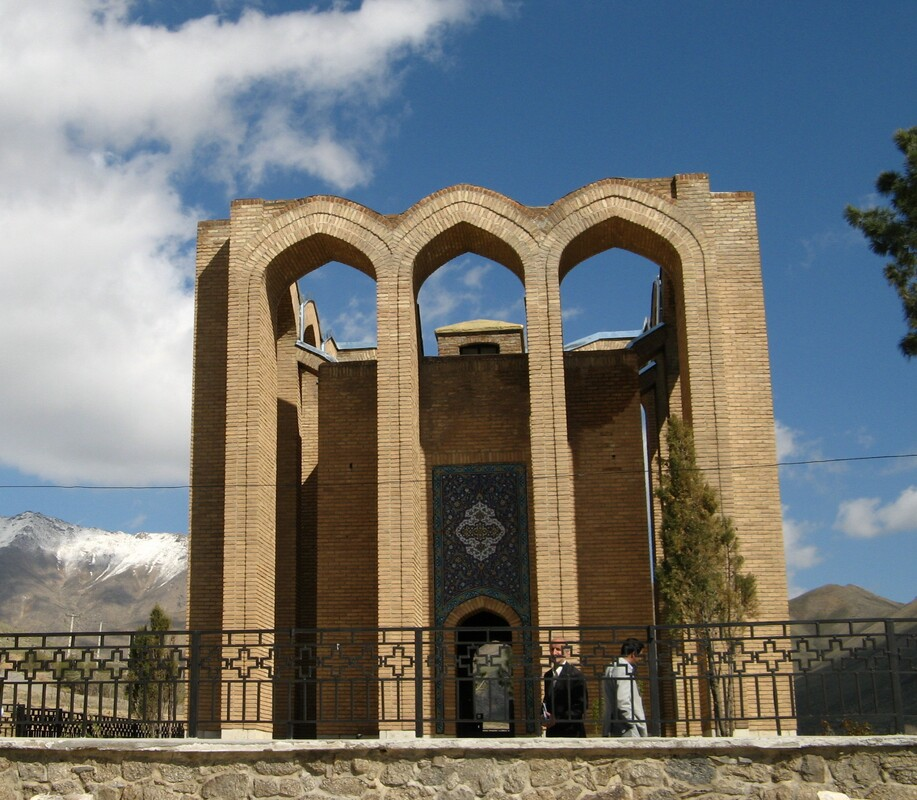

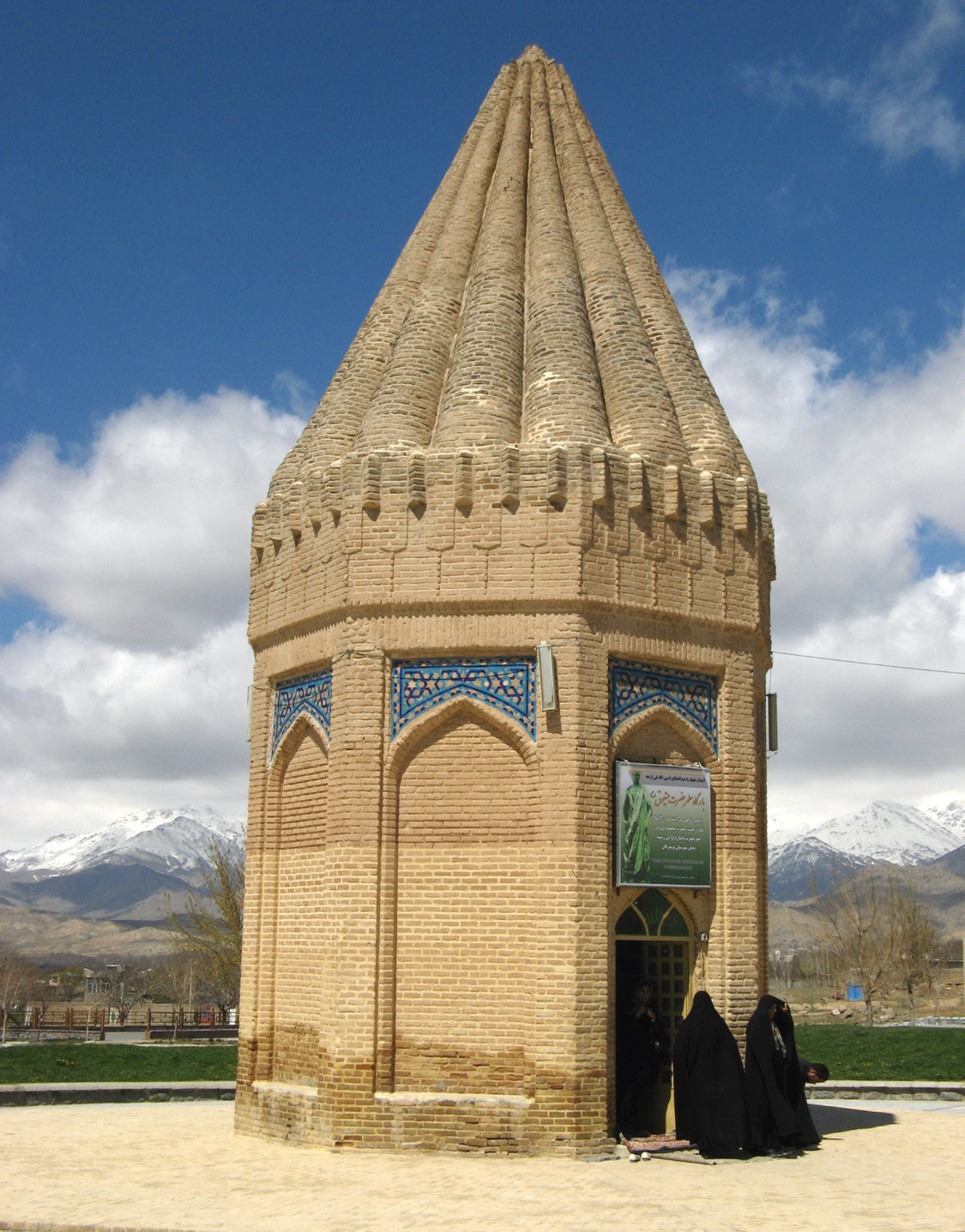

圖伊薩爾坎是伊朗的城市，位於該國西部，由哈馬丹省負責管轄，距離首府哈馬丹25公里，海拔高度1,890米，2006年人口42,520，居民大多數信奉什葉派。